# Садина
 Тази статия е за селото в България.  За бившето село в Гърция вижте Карави.  
Са̀дина е село в Североизточна България. То се намира в Община Попово, област Търговище. Селото е скрито в пазвите на нагънатия терен между градовете Разград и Русе, по поречието на река Малки Лом. В Садина живеят около 900 души и е едно от малкото запазили самобитността си капански села с богато минало и съхранени традиции.

## География
Селото се намира на 18 км североизточно от град Попово и на около 60 км южно от град Русе, между 100 – 200 м надморска височина. Асфалтирани шосета го свързват освен с Попово със Захари Стояново (посока Русе) и село Зараево. Има шосета за селата Ломци и Помощица и черни пътища за селата Осенец, Езерче, град Опака и село Люблен. Селото е разположено върху два склона, южен и източен, по долината на река Малки Лом, в голяма котловина, заобиколена от възвишения. В западната му част преминава рекичката Бюлбюл дере. Сега е образувано е от две големи махали, разположени една срещу друга на около 500 м разстояние, а в миналото махалите на селото били: Каяджик махала, Кору махала, Новата махала и Циганската махала.
Преди милиони години долината на Садина е била дъно на море, следи от което се намират и днес на 8 – 10 метра дълбочина.

## История

### Османски период
Стари легенди поставят основаването на селото много преди завладяването на днешна Североизточна България от османския военачалник Али паша през 1388 г. През различни периоди от неговото съществуване поселението се е местило от централната част на котловината към хълмовете и обратно. В османо-турски документ от 1479 г. селото се споменава под името Раклум, като жителите му са преселници от село, носещо тогава името Въбел. Най-старият османо-турски документ, в който се споменава сегашното име на селото е от 1541 г. През 1622 г. в селото имало 54 български къщи и е било част от вилает Провадия. До 1640 г. българското население, според запазените документи, нараствало до времето на помохамеданчването на района през 60-те – 70-те години на 17 век. В този период българските семейства в селото намаляват почти наполовина.
През продължителен период на османската власт Садина е административен център на нахия Кара Лом от каза Хезарград, а през 60-те години на 19 век е средище и на кратковременно съществувалата каза Кара Лом.
След Кримската война в селото били настанени 5 – 6 семейства татари, които били трудолюбиви и мирни, а след тях за две години се заселили и 10 семейства черкези, които се отнасяли много лошо с българското население. В селото са засвидетелствани много случаи на отвличания на деца, девойки и жени с цел насилствено помохамеданчване преди Освободителната война.
По време на Руско-турската война от 1877 – 1878 г. половината село било унищожено. На 19 юли 1877 г. стар стил в опразненото дни преди това от турците село влизат първите руски войски – 8-и хусарски Лубенски полк, два ескадрона от 12-и драгунски Стародубовски полк и две оръдия от 9-а Донска казашка батарея.
На 31 юли 1877 г. се е водило едно от няколкото сражения за освобождението на селото. Такива се водят и на 28 юли, 9 август, 14 август, 18 август, 27 септември, 12 октомври, 18 октомври, 23 ноември, 9 декември, 24 декември, 28 декември и 12 януари. Село Садина е окончателно освободено на 13 януари 1878 г. За освобождението му воюват 8-и хусарски Лубенски полк, Лейбгвардейски Атамански полк, 12-и драгунски Стародубовски полк, Ингушки дивизион на Терско-горски планински полк, 8-и улански Вознесенски полк, 15-а Конноартилерийска, 8-а и 9-а Донски казашки батареи, 140-и пехотен Зарайски полк, 2-ри пехотен Софийски полк и 36-и Донски казашки полк.

### След Освобождението
В първите години след Освобождението селото било по население най-голямото в тогавашния Разградски окръг. Турците постепенно започнали да се изселват от селото и до 1898 г. останали само 5 – 6 турски семейства. При първото преброяване на Княжество България през 1881 г. „градецът“ Садина има 2658 жители. Селото постепенно се разраства и достига най-много жители през 1934 г. – 4294 души и започва да намалява, каквато е и сегашната му тенденция. Днес селото е чисто българско, но с отрицателен прираст.
В селото се пази споменът за т.нар. „екзекуция на Садина“ от февруари – март 1894 г. След допълнителни парламентарни избори през януари в Поповско и Разградско избухват селски вълнения, насочени срещу манипулирането на изборните резултати от правителството на Стефан Стамболов. През 1896 г. в селото все още се регистрира политическо напрежение.
Последва жестоката разправа със селяните в Садина, където повиканата във връзка с възникналия конфликт по време на изборите полиция употребява оръжие, като се стига до жертви от страна на селяните. В селото е настанен военен гарнизон, който е трябвало да се грижи за реда и да се издържа и изхранва изцяло от местното население („екзекуция“). Опозицията извършва широкомащабна кампания срещу правителството, възползвайки се от този случай. В подкрепа на селото се организира масово събиране на хранителни продукти и помощи.
Старите селски родове преди раздробяването им са били: Балкановите, Барльоолу, Дели Ганьоолу, Карабялови, Коджа Жековите, Коджа Радеолу, Минкоолци, Мицоолу, Моцоолу, Мочоолу, Пейоолар, Райчоолар, Сопоолу, Топалоолци, Ходоолу, Яланджоолу, Таняоолу и др. Техни наследници, макар и с променени родови имена, живеят и до днес в селото.
В селото има основно училище, читалище, две земеделски кооперации, една потребителна кооперация, медицински пункт.

## Религия
Населението е изцяло християнско и изповядва източното православие.

## Обществени институции
- Кметство;
- Поща;
- Народно читалище „Съединение“, основано първоначално през 1889 г.

Към него функционират: Ансамбъл за автентичен фолклор „Капанци“, Група за обработени народни песни и Детски танцов състав.
- Основно училище „Хр. Ботев“;
- Църква;

## Културни и природни забележителности
- В землището на селото и до днес се откриват следите на различни обекти от различните исторически епохи: праисторически селищни могили, тракийски и римски селища, тракийско светилище, посветено на Тракийския конник, две късноантични крепости и три средновековни крепости, некрополи, надгробни могили и др.;
- Църковен възрожденски православен храм „Света Троица“ от 1868 г.;
- Братска могила (паметник), посветена на загиналите руски войници в сражението при селото на 31 юли 1877 г.;
- Мемориален комплекс, изграден в памет на загиналите във войните садинчани, намиращ се в центъра на селото, изграден през 2003 г.;

### Крепостта „Доброселско кале“
Римската крепост „Доброселско кале“ („Ташлъ йол кале“) или „Крепостта на каменния път“ се намира на около 3,5 км западно от Садина върху малко естествено възвишение, приличащо на могила, намиращо се в края на землището на селото, скрито в една малка долина, в близост до границата със землището на село Захари Стояново. Вероятно в миналото до него е минавал стар римски път, от който то е получило и турското си име. Доброселското дере (Коджа хенде дере), което тече в непосредствена близост до тази малка около 2 дка крепост се влива в река Малки (Мали) Лом.
През 1891 г. при обхождане на крепостта Карел Шкорпил вижда част от руините на крепостната стена. Днес многобройните иманярски ями, в които са намирани монети от времето на Филип II Македонски, почти цялата римска и ранновизантийска епоха, разкриват отделни отсечки от каменните зидове на различни сгради, кули и стени, споени с бял хоросан, примесен със счукани тухли. В най-високата част на крепостта е частично разкопан от иманяри стар зидан кладенец. Местността е много красива, с извори и се използва от местното население за пикници.
Крепостта е паметник на културата и не е разрешено нейното разкопаване, увреждане или обхождане с детектори за метали!

### „Капански комплекс“
Етнографският капански комплекс се намира в центъра на с. Садина.
- Традиционната капанска къща е превърната в „Капански архитектурно-етнографски комплекс“, посветен на капанците и тяхната материална и духовна култура, като съхранила се етнографска група от Североизточна България. Реконструкцията ѝ е извършена чрез спечелен проект от Община Попово по програма ФАР.

## Поминък
Характерно за село Садина е отглеждането на чесън, което се очертава и като основен поминък. Всяка година през есента се засаждат стотици декари с чесън, който се вади през месец юни на следващата година. Продукцията на селото се консумира в цяла България.
Въз основа на своите природни дадености, културно-историческо наследство и запазени фолклорни традиции жителите на селото в днешно време правят първите стъпки в развитието на селския и културния туризъм.

## Редовни събития
- Капански събор „Здрав корен – жив дух“. Провежда се през 2 години около 6 септември. Организатори са Община Попово и НЧ „Съединение“, с. Садина.
- В селото се провежда традиционен събор през последната неделя на месец август, на който жителите и произхождащите от селището се събират, като канят и гости (сборяни), за да празнуват. Съборът е традиционно съпътстван от бъги шоу и различни атрактивни състезания. Устройва се и панаир с множество увеселителни атракции, където децата се забавляват.
- На Тодоровден се провеждат традиционните тодоровденски кушии (надбягвания с коне), а на Сирни заговезни се палят огромни огньове във всички махали – т. нар. олелии.
- В последния петък на месец август в Капански архитектурно-етнографски комплекс се провежда традиционна среща на членовете на група Садина в социалната мрежа Facebook.

## Личности
- Димитър Попов – български офицер, полковник (р. 1871)
- Димитър Петров Моллов – академик, лекар, учител в Садина през 1860 – 1862 г.
- Никола Христов Сукнаров - първият народен представител, излъчен от някогашната Садинска избирателна околия на първите парламентарни избори в историята ни, проведени на 30.09.1879 г. Избран е от Садинска околия и на проведените на 20.01.1880 г. избори за II обикновено народно събрание. От 29.11.1880 г. е председател на II ОНС. Кмет на София (1883), министър на вътрешните работи (1885).
- Стефан Попилиев - вторият от двамата народни представители, излъчени от Садинска избирателна околия на първите парламентарни избори в историята ни, проведени на 30.09.1879 г. Избран е от Садинска околия и на проведените на 20.01.1880 г. избори за II обикновено народно събрание. Възрожденски учител, писател, преводач.
- Иван Маринов – генерал, лекар и професор по медицина. Герой на НРБ;
- Юлий Димитров Бахнев – професор, икономист, заслужил деятел на науката. Преподавател в университета „Ломоносов“ в Москва;
- Павел Петков Садински – роден в Садина, завършил лесовъдство в Германия. Политемигрант от 1925 до 1946 г. Заместник-министър на Горската промишленост;
- Радуш Титков Титков – роден в Търговище, околийски лекар в Садина през 1909 г. и около нея. Първи в света, защитил дисертация /в Тулуза/ на тема „Лечебните свойства на киселото мляко“.
- Иван Стефанов Христов – полковник, доктор, професор. Носител на званието „Заслужил лекар“;
- Стефан Стефанов Попов – професор, доктор, архитект – преподавател в Университета по архитектура, строителство и геодезия.
- Ирена Стефанова Бръмбарова /Попова/ – първата жена-професор със садинско потекло. Вокален педагог в Националната музикална академия „Панчо Владигеров“ и Нов български университет;
- Красимира Иванова Алексиева – професор, доктор по молекулярна биология и генетика в САЩ;
- Кирил Маринов Иванов – професор, инженер, научен работник и университетски преподавател в Москва.
- Христо Христов Христов – професор д-р инженер, автор на публикации по проблемите на водното строителство.
- Димитър Петров Тодоров – лекар, кандидат на медицинските науки, полковник, старши научен сътрудник, началник на Медицинския отдел на Гранични войски към МВР;
- Маргарита Стоева Марчева – старши научен сътрудник по математика;
- Милко Петров Тодоров – доцент, инженер, ръководител на колектива, проектирал повечето ТЕЦ в България, трите етапа на АЕЦ – Козлодуй и проекта на АЕЦ – Белене;
- Ради Христов Ганев – полковник, доцент-доктор, инженер, преподавател по химия на строителството във ВСУ „Л. Каравелов“ – София.
- Зорница Радева Ганева, доцент, доктор от СУ, европейски доктор по психология от университета „Сан Себастиян“. Преподавател в СУ „Климент Охридски“.
- Цоньо Пенчев Цонев – доцент, инженер, преподавател във ВХТИ;
- Димитър Тодоров Владев – професор, д-р, преподавател в ШУ „Константин Преславски“
- Стойчо Пенев Стойчев – инженер, доктор, лекар, собственик на клиника по модерна квантофизикална медицина в Германия.
- Иванка Йовкова Атанасова – професор, доктор, декан на факултета по природни науки и преподавател в ШУ „Константин Преславски“;
- Димитър Неделчев Неделчев – проф. д-р инж, преподавател в ТУ Варна. Роден на 09.06.1948 г. в Садина.
- Ангел Кирилов Тонов – доцент, доктор, преподавател във ВТУ „Св. св. Кирил и Методий“;
- Светлозар Антонов Бахнев - лекар в Канада, преподавател в McGill University - Monreal.
- Димитър Алексиев Димитров – управляващ директор на Хайнекен за Европа. Роден е на 5 юли 1958 г. в Садина.
- Христо Христов Христов – първият инженер, роден в околията, учил строително инженерство в Лозана – Швейцария;
- Боню Маринов Иванов – икономист, научен работник, публицист, преподавател в Ленинградския университет и семинарията в Санкт Петербург;
- Стоян Минев Минков – полковник, инженер, основоположник на модерната военна промишленост в България.
- Веселин Петров Тодоров – търговски представител, директор на Външнотърговска банка и зам.-министър;
- Тодор Христов Христов–Кардамин – преводач, даровит поет и писател, учил право във Франция;
- Анатолий Александрович Чирков – преводач и поет, роден през 1924 г. в Садина. Основател на Съюза на преводачите в България;
- Юлий Юлиев Бахнев – председателя на Комитета за човешки права, посланик и депутат от VІІ Велико народно събрание;
- Слави Василев Славов – търговски представител в Бразилия, Германия, Холандия и Алжир.
- Милен Иванов Маринов – поет, преводач, журналист, дипломат. Заслужил деятел на културата;
- Стилиян Иванов Стойчев – доцент, доктор, дфн, преподавател по чешка филология в СУ.
- Михаил Димитров Неделчев – професор, литературен критик и историк, публицист, общественик, политик.
- Георги Дончев Георгиев – лекар в садинската участъкова болница, професор по медицина в Англия.
- Георги Иванов Георгиев – стоматолог в садинската участъкова болница, професор, декан на стоматологичния факултет в Пловдив.
- Милка Стефанова Христова – преподавател в Институт за усъвършенстване на учители – София;
- Стоян Чечев – преподавател в Институт за усъвършенстване на учители – София, Ръководител на катедра „Чужди езици“ в Технически университет – София.
- Антон Тодоров Страшимиров – известен писател, драматург, публицист, общественик, депутат. Учител в Садина през 80-те години на 19 век;
- Йордан Ганев Петров – полковник, доктор, началник на Ветеринарната служба на БНА;
- Христо Стефанов Христов – полковник, главен инспектор на артилерията в Българската армия;
- Марин Маринов Маринов /Минков/ – полковник, командир на 104-ти танков полк в Асеновград и началник на Военно окръжие – Разград;
- Пенко Илиев Пенков – полковник, командир на полк и началник на военно окръжие – Търговище;
- Никола Петров – полковник, началник на ШЗО – Шумен;
- Пеньо Стоянов Пецев – спортист, старши треньор на множество футболни отбори в А и Б група;
- Стоян Недков Пецев – треньор по конен спорт;
- Андрей Юлиев Бахнев – преподавател в Софийския университет;
- Иванка Трифонова Ангелова – доцент, доктор, преподавател по математика в Русенския университет;
- Славена – попфолк певица;
- Радка Радева – народна певица;
- Мария Радоева – оперна певица-сопрано; ученичка на Райна Кабаиванска;
- Мариан Вълев – актьор;
- Тодор Димитров – юрист, депутат, зам.-председател на ПГ на ГЕРБ в Народното събрание.

## Други
На Садина е наречена улица в квартал „Дружба“ в София (Карта).

### За името на селото
За произхода на името на селото се разказват няколко легенди:
- Идва от името на един от първите заселници – овчарят Садо;
- Заради котловината, в която се намира селото, приличаща на съд – „съдина“, дума, използвана от капанците;
- По името на една местна трева, наричана в далечното минало „садина“, която служела за прехрана на животните на заселниците;

### Облеклото на капанците
В село Садина типична е т.нар. капанска шевица, която на фона на многоцветните шевици от други краища на България е в нетрадиционно тъмни тонове. Шевицата е създадена от т. нар. капанци, които живеят на територията на няколко общини в Разградска и Търговищка област, за които етнографът проф. Иван Коев изказва предположението, че са компактно запазени наследници на някогашните прабългари. Садинските капанци грижливо пазят тайната на изкуството на традиционната си носия. Капанските носии на жените са двупрестилчени, като особен интерес представлява „дървото на живота“ (още наричано „бойче“), което присъства задължително в орнаментите на ризата на жените от Садина. Мотивът присъства на женската риза от юношеска до старческа възраст. Представлява стилизирано клонче, извезано основно от черни и в по-малка степен от по-светли вълнени конци. Елемент от шевицата са и кръстчетата в турско розово. Използва се най-вече кръстатият бод.

### Културен живот
Културният живот в селото се поддържа от народно читалище „Съединение-1889“, пенсионерски клуб „Капанка“ и кметството на селото. Читалището и пенсионерският клуб са средища за отстояване на самобитните традиции на местната етнографска група – капанци. Библиотеката към читалището разполага с над 8000 тома литература. Работещите колективи към читалището и пенсионерския клуб са носители на множество национални и международни награди. Ансамбълът за автентичен фолклор „Капанци“ е носител на международни отличия от фестивали в Румъния, Сърбия и Полша.
В Садина се организират тържества и концерти за всички национални, календарни и традиционни празници.

### Кухня
Най-известните ястия, които се приготвят в селото са: печен пипер с прясно мляко, раки (сушени червени чушки, пълнени с булгур и кисело зеле), салца, боб по садински, бял булгур, пилцета (лозови сарми), плакета (баница), гюзлеми и др. Още за Садинската кухня: Капански ястия Архив на оригинала от 2015-06-19 в Wayback Machine.